# Delias blanca
Delias blanca is een vlindersoort uit de familie van de Pieridae (witjes), onderfamilie Pierinae.
Delias blanca werd in 1862 beschreven door C. & R. Felder.